# Ave Maria (film 2015)
Ave Maria è un cortometraggio del 2015 diretto da Basil Khalil ambientato in un convento di suore in Palestina. Il film ha vinto il premio Muhr come miglior cortometraggio al Festival del cinema di Dubai ed è stato candidato al Premio Oscar e alla Palma d'oro nel 2016.

## Trama
Cinque suore calermitane fra cui una novizia (Maria Zreik) vivono in un convento isolato nel deserto della Cisgiordania, dove osservano il voto del silenzio. Un venerdì pomeriggio, poco prima dell'inizio dello shabbat, una famiglia di ebrei ortodossi ha un incidente d'auto. Dopo aver distrutto la statua della Vergine Maria, il loro veicolo si schianta sulla soglia del convento. La famiglia ebrea, composta da una coppia sposata e dalla suocera, ritrovandosi bloccata in una zona «ostile», si rivolge alle suore per chiedere aiuto. Tuttavia le suore, in ossequio al loro voto, non possono parlare, e gli ebrei non possono utilizzare il telefono per non violare i precetti dello shabbat. Il gruppo di suore infine troverà una soluzione poco ortodossa per permettere alla famiglia di tornare a casa.

## Riconoscimenti
- 2016: Premio Oscar – Candidatura al Premio Oscar al miglior cortometraggio
- 2016: Cairo International Film Festival – Candidatura alla Piramide d'Oro per il miglior cortometraggio
- 2015: Festival di Cannes – Candidatuta alla Palma d'oro al miglior cortometraggio
- 2015: Festival internazionale del cinema di Dubai – Miglior cortometraggio
- 2015: Festival internazionale del cinema di Adana – Miglior cortometraggio narrativo
- 2015: Cleveland International Film Festival – Candidatuta al miglior cortometraggio
- 2015: Grenoble Short Film Festival – Miglior cortometraggio
- 2015: Montpellier Mediterranean Film Festival – Premio del pubblico al miglior cortometraggio
- 2015: Palm Springs International ShortFest – Premio speciale Cinema Without Borders
- 2015: Tripoli Film Festival – Premio della giuria al miglior cortometraggio
- 2017: Nazra Palestine Short Film Festival – Miglior film